# 朱成虎
朱成虎（1952年1月—），男，安徽当涂人，中国军事理论家。前國防大學防務學院院長、國防大學教授。中國人民解放軍少將军衔。

## 生平
1969年參軍，先後畢業於中國人民解放軍國際關係學院和中国人民解放军国防大学。

## 谣言
曾被误认为是朱德的外孙、朱敏的长子刘建少将。

## 爭議
2005年7月14日，在一場由香港明天更好基金會主辦、北京市人民政府協辦的記者會上，朱成虎回答有關中國如何因應美國介入台海衝突的問題時以英語發表核武反擊美國言論，內容為：“如果美國人用他們的導彈或制導武器襲擊中國領土內的目標區，我認為我們將必須以核武反擊。如果美國人決心干預，我們就決心反擊。因為以常規武器進行的戰爭，中國沒有勝利的可能，中國不首先使用核武器的承諾，并不包括用於自衛的情況。我們已经做好牺牲西安以東所有城市的准备。當然，美國人將必須做好牺牲数以百计的城市的准备。”朱成虎並說，中國領土包括中國大陸和臺灣。该言论随后引发美国众议院反应。美國國際戰略研究所其後終止了與他的合作。

## 备注
1. ↑  两人从相貌到任职经历均有异，前者是国防大学教授[2]，后者是中国人民解放军装备学院原副院长[3]。